# Frantz Yvelin
Frantz Yvelin es un empresario francés y el actual CEO de Aigle Azur.

## Temprana edad y educación
Un piloto comercial desde la edad de 21 años, Yvelin está calificado en Airbus A320, Boeing B737, Boeing 757/767, Cessna Citation y McDonnell Douglas MD80.

## Carrera
Yvelin comenzó su carrera como consultor de TIC (GFI Informatique, CS Communication & Systèmes) antes de fundar dos líneas aéreas: L'Avion en 2006 y La Compagnie en 2013. Fue director de estrategia de OpenSkies y asesor de transporte aéreo durante tres años.
Es profesor de transporte aéreo en la École nationale de l'aviation civile, (Mastère Spécialisé course) y ha desarrollado una compañía de vuelo de prueba y entrega en los Estados Unidos.